# Jean-Pierre Stoppa
Jean-Pierre Stoppa ou Stuppa, (également prénommé Pierre par de nombreux auteurs et documents d'archives, notamment dans le dossier bleu, Cabinets des Titres cote P.O. 2729), né en juillet 1621, à Chiavenna et mort le 6 ou 8 janvier 1701, à Paris, est un officier d'origine suisse, qui mena une brillante carrière diplomatique et militaire au service du roi Louis XIV.

## Biographie

### Origines
Jean-Pierre Stoppa naît en juillet 1621, à Chiavenna. Issu de la famille Stoppa, il est le fils de Jean-Baptiste Stoppa et Lavinia Stoppa ( Le DHS le donne fils du médecin Nikolaus). Il a un frère de Jean-Baptiste. 

### Carrière
Jean-Pierre Stoppa commence sa carrière militaire en 1636 comme cadet dans la compagnie franche au service de la France, que son oncle Jean Antoine de Stoppa avait levé en 1635. Deux ans plus tard, il est porte-drapeau et en 1640, est nommé lieutenant.
Devenu capitaine en 1652, il s’illustre en Italie lors des combats de La Roquette le 23 septembre 1654 et de Bornida le 9 octobre 1654, et se bat en Franche-Comté en 1659.

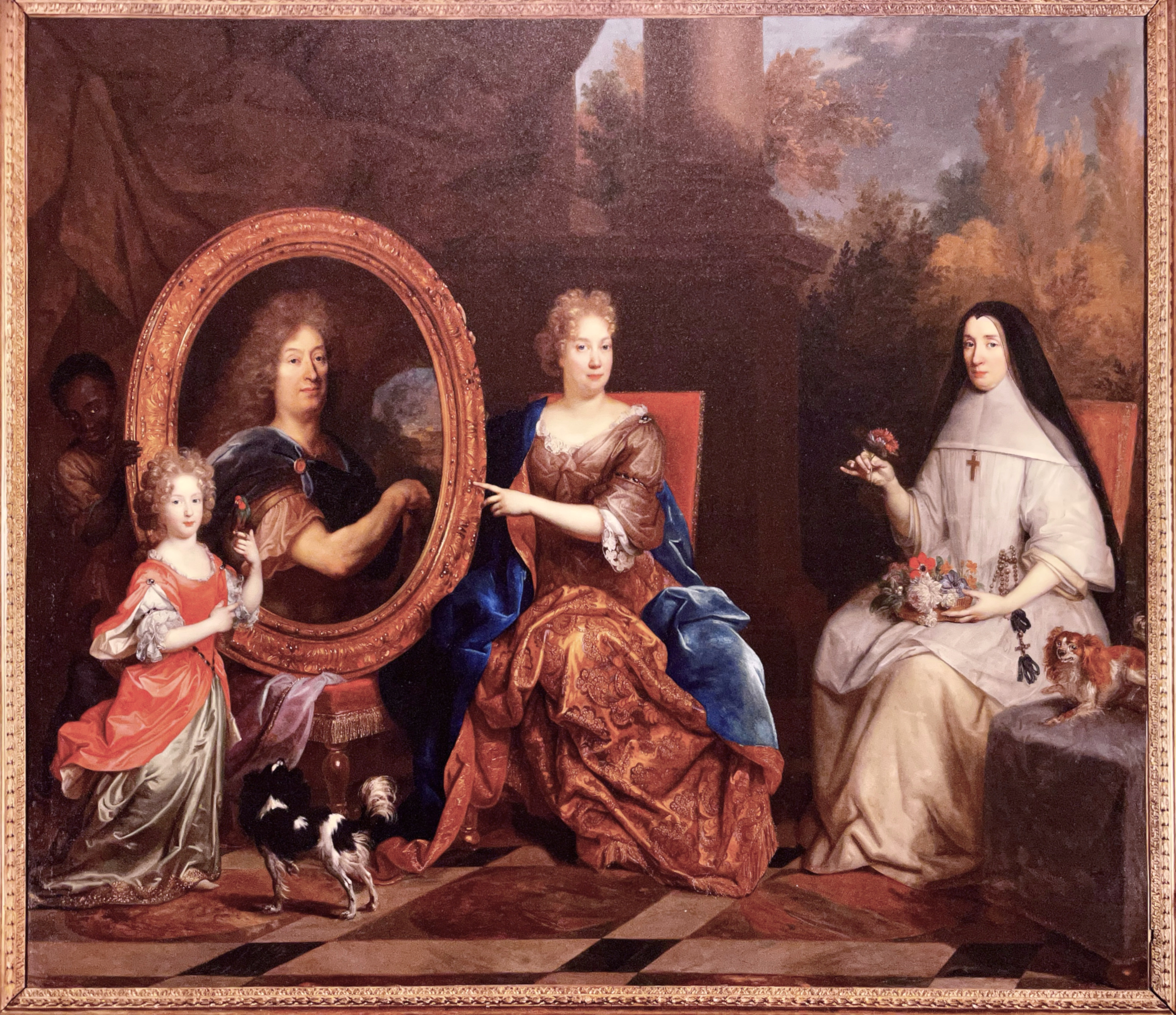
Tableau présentant Jean-Pierre Stoppa, sa femme et Anne de la Bretonnière accompagnée d'une jeune fille

Converti au catholicisme, Jean-Pierre Stoppa épouse en 1661 Anne Charlotte de Gondi, fille illégitime de Jean Baptiste de Gondi., née en 1627 Le roi Louis XIV, le 17 février 1672, le nomme brigadier au grade de colonel du régiment Stoppa le Vieux. Dès sa nomination, il engage son régiment dans l’armée des Pays-Bas, commandée par le roi en personne.
Il se distingue au siège de Doesbourg, aux combats de Woërden et à la prise d'Utrecht. Il est le commandant de cette ville sous les ordres du duc de Piney Luxembourg, jusqu’au 7 novembre 1673.
En tant que commandant, il écrit à Louvois, au prince de Condé et au roi pour les informer des exactions menées par les troupes françaises aux alentours de la ville d’Utrecht. À Ultrecht, il rencontre le philosophe Spinoza.
Dès fin 1673, il se bat en Hollande sous la conduite du duc de Piney Luxembourg. Après la destruction de Bodegrave et de Zwammerdam, il revient sur la frontière française et s'engage dans l’armée du prince de Condé. En août 1674, il se distingue à la bataille de Séneff avec l’armée du prince de Condé.
Entre 1674 à 1688, pendant la minorité de Louis Auguste de Bourbon, Jean-Pierre Stoppa assure la fonction de colonel-général des Suisses. En 1675, il contribue à la prise de Liège et aux sièges de Dinant, de Huy et de Limbourg. Le 25 février 1676, il est nommé maréchal de camp, il est présent aux sièges de Landrecies (juin 1655) et de Condé-sur-L'Escault, et protège les armées qui assiègent Bouchain, Saint-Ghislain et d’Aire.
En 1677, il participe aux sièges de Cambrai et de Valenciennes.
Le 28 juin 1678, il est nommé lieutenant général des armées du roi et prête serment au roi dans la plaine des Sablons en présence de son régiment.
Un jour, Louvois, très économe des deniers du royaume et jamais pressé de payer les soldes des soldats dit au roi, en présence de Jean-Pierre Stoppa : « Sire, on est toujours pressé par les Suisses. Si votre majesté avait tout l’argent qu’elle et ses prédécesseurs ont donné aux Suisses, on pourrait paver d’argent une chaussée de Paris à Bâle. » Stoppa réplique : « Cela peut être vrai, sire, mais s’il était possible de ramasser tout le sang que ma nation a versé pour le service de sa majesté et celui de ses prédécesseurs, on pourrait faire un canal de Bâle à Paris ».
Le 1er octobre 1685, il est colonel du régiment des Gardes Suisses, avec la permission de garder son régiment à son nom.
Dans ses mémoires Saint-Simon mentionne : « Jamais Suisse ne posséda en même temps en France autant de régiments et de compagnies que Stuppa. ».

### Mort et sépulture
Tout au long de leur vie, le couple Stoppa se montra très généreux avec l'hôtel-Dieu de Château-Thierry, le transformant en un vrai hôpital, capable d'accueillir les nécessiteux des environs. Ils financeront le rattachement de nombreuses maladreries voisines. Une grande partie des collections actuellement présentées dans l'hôtel-Dieu, transformé en musée, sont issus de leurs dons. Lorsque son épouse, Anne Charlotte de Gondi, meurt le 6 juin 1694 à Paris, elle est inhumée dans la chapelle du monastère de Château-Thierry. Jean-Pierre Stoppa meurt quant à lui à son décès, le 6 ou 8 janvier 1701 à Paris, en son hôtel de la rue Michel-Lecomte. Il est inhumé, le 13 janvier 1701, près de son épouse. Anne de la Bretonnière, femme présentée comme leur nièce dont l'ascendance mena à de nombreux questionnements, fut aussi enterrée à leur côté à sa mort en 1714. 